# Liste der Monuments historiques in Wintzenbach
Die Liste der Monuments historiques in Wintzenbach führt die Monuments historiques in der französischen Gemeinde Wintzenbach auf.

## Liste der Objekte
| Bezeichnung   | Beschreibung                                                                         | Standort                       | Kennzeichnung | Schutzstatus | Datum | Bild |
| ------------- | ------------------------------------------------------------------------------------ | ------------------------------ | ------------- | ------------ | ----- | ---- |
| Orgel         | um 1736 von Johann Georg Rohrer gebaut, kurz nach 1793 nach Wintzenbach transferiert | in der Kirche St-Gilles (Lage) | PM67001108    | Classé       | 1995  |      |
| Orgelprospekt | um 1736 von Johann Georg Rohrer gebaut, kurz nach 1793 nach Wintzenbach transferiert | in der Kirche St-Gilles (Lage) | PM67000778    | Classé       | 1995  |      |